# 4 U
4U es el EP debut del cantante australiano Cody Simpson. Fue lanzado el 21 de diciembre de 2010, a través de
Atlantic Records. Las canciones en su mayoría son de influencia R&B y Pop.
El primer sencillo del álbum fue "iYiYi", lanzado el 1 de junio de 2010.

## Antecedentes
Simpson se mudó a Los Ángeles en junio de 2010 para grabar sus canciones con Atlantic Records y su productor Campbell. El 4 de diciembre de 2010, se anunció en la página web oficial de Cody, que el 21 de diciembre de 2010 lanzará un EP titulado 4 U, este lanzamiento se hizo a través de iTunes. El EP incluye 5 canciones, 4 no liberadas anteriormente.

## Promoción
Simpson ha estado recientemente de gira promocionando su nuevo EP, haciendo paradas en múltiples lugares de los Estados Unidos

## Sencillos
iYiYi es el primer sencillo que se publicó para descarga digital el 1 de junio de 2010 a través de iTunes. Fue grabada en compañía del rapero Flo Rida. El vídeo musical fue lanzado el 30 de junio de 2010.
All Day es el segundo sencillo, fue lanzado oficialmente el 17 de marzo de 2011. El vídeo fue filmado en enero de 2011 y publicado el 23 de febrero de este mismo año en AOL Music. El vídeo musical fue dirigido por David Ovenshire.

## Lista de canciones
| N.º | Título                       | Escritor(es)                                            | Producer(s)    | Duración |  |
| 1.  | «Round of Applause»          | Cody Simpson                                            | Shawn Campbell | 3:31     |  |
| 2.  | «iYiYi» (featuring Flo Rida) | Cody Simpson, Colby O'Donis, Bei Maejor, Tramar Dillard | DJ Frank E     | 3:55     |  |
| 3.  | «All Day»                    | Cody Simpson, Krys Ivory, Edwin "Lil' Eddie" Serrano    | Shawn Campbell | 3:07     |  |
| 4.  | «Don't Cry Your Heart Out»   | Lucas Secon, Wayne Hector, Mintman                      | Lucas Secon    | 3:49     |  |
| 5.  | «iYiYi» (acoustic)           | Simpson, O'Donis, Maejor                                | DJ Frank E     | 3:14     |  |

- Datos: Q2635038